# Koreański Instytut Badań Kosmicznych
Koreański Instytut Badań Kosmicznych (KARI) – agencja lotnicza i kosmiczna Korei Południowej założona w 1989 roku. Jej główna siedziba znajduje się w Daejeon. Cele KARI powiązane są z lotnictwem, satelitami oraz pojazdami kosmicznymi. Dotyczy to zarówno rozwoju technologii, wspierania instytucji badawczych i komercyjnych o podobnych celach, informowania o technologiach lotniczych, jak i prowadzenia szkoleń.
W czerwcu 2022, dzięki działaniom w ramach KARI, Korea Południowa stała się 7. państwem świata zdolnym do wyniesienia na orbitę satelity powyżej 1 tony. W sierpniu 2022 orbiter KPLO został wystrzelony na orbitę Księżyca, tym samym rozpoczynając pierwszą południowokoreańską misję Księżycową.

## Przegląd działań
KARI rozpoczęła swoją działalność 10 października 1989 roku, ale początkowo działała jako organizacja współpracująca z Korea Institute of Machinery & Materials (KIMM).
- 1990-12-26 – wmurowanie kamienia węgielnego pod budowę Instytutu.
- 1992-10-20 – zakończenie budowy kompleksu budynków badawczych.
- 1993-04 – opracowanie samolotu eksperymentalnego Kachi.
- 1993-06-09 – wystrzelenie jednostopniowej rakiety meteorologicznej KSR-I(inne języki).
- 1993-09 – opracowanie bezzałogowych sterowców EXPO.
- 1997-03 – opracowanie dwusilnikowych samolotów kompozytowych(inne języki).
- 1998-06 – wystrzelenie dwustopniowej rakiety meteorologicznej KSR-II(inne języki).
- 1999-12 – wystrzelenie koreańskiego satelity wielozadaniowego KOMPSAT I, znanego również jako Arirang I.
- 2001-09 – opracowanie samolotów Canard.
- 2002-11 – wystrzelenie rakiety na paliwo ciekłe(inne języki) KSR-III(inne języki).
- 2003-08 – wmurowanie kamienia węgielnego pod Centrum Kosmiczne Naro(inne języki).
- 2003-09 – wystrzelenie satelity STSAT-1 (Science and Technology Satellite).
- 2003-10 – opracowanie wielozadaniowych, bezzałogowych statków powietrznych poruszających się w stratosferze.
- 2006-07 – wystrzelenie koreańskiego satelity wielofunkcyjnego KOMPSAT-2, znanego również jako Arirang II.
- 2008-04 – pierwszy koreański astronauta.
- 2009-06 – ukończenie Centrum Kosmicznego NARO.
- 2010-06 – wystrzelenie satelity COMS.
- 2011-11 – opracowanie inteligentnych UAV.
- 2012-05 – wystrzelenie koreańskiego satelity wielofunkcyjnego KOMPSAT-3.
- 2012-06 – opracowanie koreańskiego śmigłowca użytkowego Surion.
- 2013-01 – pierwszy udany start pierwszego koreańskiego pojazdu kosmicznego KSLV-1, znanego również jako Naro-1.
- 2013-08 – wystrzelenie koreańskiego satelity wielofunkcyjnego KOMPSAT-5.
- 2013-12 – opracowanie samolotu 4KC-100.
- 2014-05 – opracowanie samolotu OPV(inne języki).
- 2015-03 – wystrzelenie koreańskiego satelity wielofunkcyjnego KOMPSAT-3A.
- 2018-11 – wystrzelenie testowego pojazdu startowego KSLV-II, znanego również jako Nuri.
- 2018-12 – wystrzelenie satelity GK-2A (GEO-KOMPSAT-2A).
- 2020-02 – wystrzelenie satelity GK-2B (GEO-KOMPSAT-2B).
- 2021-03 – wystrzelenie średniej wielkości satelity nowej generacji.
- 2022-06-21 – udany start KSLV-2, znanego również jako Nuri. Pierwsze, samodzielne osiągnięcie niskiej orbity okołoziemskiej.
- 2022-08-05 – udany start orbitera KPLO. W grudniu ma dotrzeć na orbitę Księżyca.

## Rozwój lotnictwa
KARI jest również instytutem lotniczym. Opracowuje m.in. bezzałogowe statki powietrzne (UAV), sterowce dużych wysokości, śmigłowce wielozadaniowe oraz małe samoloty.
W sierpniu 2020 roku miał miejsce najdłuższy, 53-godzinny, lot ich samolotu na energię słoneczną (EAV-3). Samolot ma służyć do lotów na dużych wysokościach w stratosferze, gdzie mógłby służyć jako przekaźnik komunikacyjny lub zbierać dane pogodowe itp. Według twórców samolotu mógłby utrzymywać się na wysokości 12 km przez wiele dni, a nawet kilka miesięcy.

## Technologie kosmiczne

### Rakiety meteorologiczne
W 1989 roku KARI rozpoczęła rozwój własnych rakiet (KSR, Korean Sounding Rocket). Na początku lat 90. wyprodukowała jedno- i dwustopniowe rakiety KSR-I i KSR-II.
W grudniu 1997 roku rozpoczęto prace nad silnikiem rakietowym na mieszance LOX i nafta. KARI chciała rozwinąć zdolność wystrzeliwania satelitów. Testowe uruchomienie KSR-III miało miejsce w 2002 roku.

### Rakiety nośne
25 sierpnia 2009 podjęto pierwszą próbę wystrzelenia KSLV-1. Pierwotnie miała to być rakieta nośna rodzimej produkcji opartej na KSR-III. Jednak KARI napotkała więcej trudności w rozwoju swojej rakiety nośnej niż oczekiwano, ponieważ do wystrzelenia satelity na orbitę potrzeba było znacznie większej mocy napędowej, niż KSR-III mógł zapewnić.
Po kilku nieudanych próbach firma KARI zwróciła się najpierw do USA, a potem do rosyjskiego biura projektowego im. Chruniczewa z prośbą o pomoc w opracowaniu silnika rakietowego na paliwo ciekłe dla KSLV-1, a także o współpracę przy budowie wyrzutni rakiet w Centrum Kosmicznym Naro. Pierwszy stopień rakiety wywodzi się z rosyjskiego URM-1 (Universal Rocket Module) opracowanego przez Chruniczewa. Drugim stopniem wyrzutni był opracowany przez Koreę silnik Kick Motor, który zawierał system nawigacji bezwładnościowej; systemy zasilania, sterowania i bezpieczeństwa lotu; oraz owiewkę dziobową z ładunkiem.
W 2021 rozpoczęto testy kolejnej rakiety, KSLV-2 (Nuri). Pierwszy stopień KSLV-2 ma 4 połączone silniki, z których każdy ma ciąg 75 ton. Wszystkie trzy stopnie tej rakiety wykorzystują opracowane lokalnie silniki rakietowe. W czerwcu 2021 ładunek rakiety po raz pierwszy osiągnął zaplanowaną orbitę na wysokości ok. 700 km. Tym samym Korea Południowa stała się 7. państwem świata zdolnym do wyniesienia na orbitę satelity powyżej 1 tony.

### Programy satelitarne
| Satelity KARI                                    | Rodzaj                            | Ekwipunek                                                                               | Orbita             | Operacyjny | Status     |
| ------------------------------------------------ | --------------------------------- | --------------------------------------------------------------------------------------- | ------------------ | ---------- | ---------- |
| KOMPSAT 1 (Arirang 1)                            | Obserwacja Ziemi                  | EO                                                                                      | SSO                | 1999–2008  | Zakończony |
| KOMPSAT 2 (Arirang 2)                            | Obserwacja Ziemi                  | EO                                                                                      | SSO                | 2006-2015  | Zakończony |
| KOMPSAT 3 (Arirang 3)                            | Obserwacja Ziemi                  | EO                                                                                      | SSO                | 2012-      | Aktywny    |
| KOMPSAT-3A (Arirang 3A)                          | Obserwacja Ziemi                  | EO/IR                                                                                   | SSO                | 2015-      | Aktywny    |
| KOMPSAT-5 (Arirang 5)                            | Obserwacja Ziemi                  | SAR                                                                                     | SSO                | 2013-      | Aktywny    |
| KOMPSAT-6 (Arirang 6)                            | Obserwacja Ziemi                  | SAR                                                                                     | SSO                | 2022       | Planowany  |
| KOMPSAT-7 (Arirang 7)                            | Obserwacja Ziemi                  | EO/IR                                                                                   | SSO                | 2022       | Planowany  |
| KOMPSAT 7A (Arirang 7A)                          | Obserwacja Ziemi                  | EO/IR                                                                                   | SSO                | 2024       | Planowany  |
| CAS 500-1 (kompaktowy zaawansowany satelita 500) | Obserwacja Ziemi                  | EO                                                                                      | SSO                | 2021-      | Aktywny    |
| CAS 500-2 (kompaktowy zaawansowany satelita 500) | Obserwacja Ziemi                  | EO                                                                                      | SSO                | 2022       | Planowany  |
| GEO-KOMPSAT 1 (COMS 1, Cheollian 1)              | Meteorologia / Komunikacja        | Meteo Imager, Ocean color Imager, transponder pasma S/L, transpondery pasma Ka          | GEO                | 2010-      | Aktywny    |
| GEO-KOMPSAT 2A (GK 2A, Cheollian 2A)             | Meteorologia                      | AMI (Advanced Meteorological Imager) i KSEM (Koreański Monitor Środowiska Kosmicznego)  | GEO                | 2018-      | Aktywny    |
| GEO-KOMPSAT 2B (GK 2B, Cheollian 2B)             | Meteorologia                      | GOCI-II (Geostationary Ocean Color Imager-II) i GEMS (czujnik monitorowania środowiska) | GEO                | 2020-      | Aktywny    |
| KPLO (Korea Pathfinder Lunar Orbiter)            | Międzyplanetarny statek kosmiczny | LUTI, PolCam, KMAG, KGRS, DTNPL, ShadowCam                                              | Orbiter księżycowy | 2022       | Aktywny    |

### Koreański program eksploracji Księżyca
Koreański Program Eksploracji Księżyca (z ang. KLEP) jest podzielony na dwie fazy.
Faza 1 obejmuje wystrzelenie i eksploatację orbitera księżycowego o nazwie Korea Pathfinder Lunar Orbiter (KPLO), który będzie pierwszą sondą księżycową Korei Południowej. W ramach tej misji planowane są głównie testy technologii, które mają umożliwić dalszy rozwój kosmicznych możliwości Korei Południowej, ale także mapowanie zasobów naturalnych z orbity.
Faza 2 obejmuje orbiter księżycowy, lądownik księżycowy i łazik, które mają zostać wystrzelone razem na rakiecie KSLV-II z Centrum Kosmicznego Naro do 2030.
W grudniu 2016 roku KARI podpisała z NASA umowę techniczną o współpracy w zakresie eksploracji Księżyca. NASA dostarczyło jedną z kamer do obserwacji w ciemnych regionach Księżyca (ShadowCam). W 2017 roku ogłoszono, że KPLO zostanie wystrzelone we współpracy ze SpaceX. Po dwóch latach opóźnienia, 5 sierpnia 2022, udało się wysłać KPLO w stronę Księżyca, na barkach rakiety Falcon 9. Orbiter ma dotrzeć na swoją orbitę w połowie grudnia 2022.

### Regionalny system nawigacji satelitarnej (KPS)
Korea Południowa chce utworzyć własny system nawigacji satelitarnej o nazwie Korean Positioning System (KPS), czyli odpowiednik GPS czy GLONASS. Planowany budżet to 4 biliony wonów (ok. 13,5 miliarda złotych). W ramach tego do 2035 roku planują wystrzelenie siedmiu nowych satelitów — trzech na orbitę geostacjonarną i czterech na nachyloną orbitę geosynchroniczną.
Korea Południowa i Stany Zjednoczone podpisały porozumienie o „współpracy cywilnych, globalnych systemów nawigacji satelitarnej”, na mocy którego Stany Zjednoczone wesprą Koreę Południową w opracowaniu KPS. Oba rządy planują współpracować w celu zapewnienia kompatybilności i zwiększenia interoperacyjności GPS oraz KPS do celów cywilnych.

## Galeria

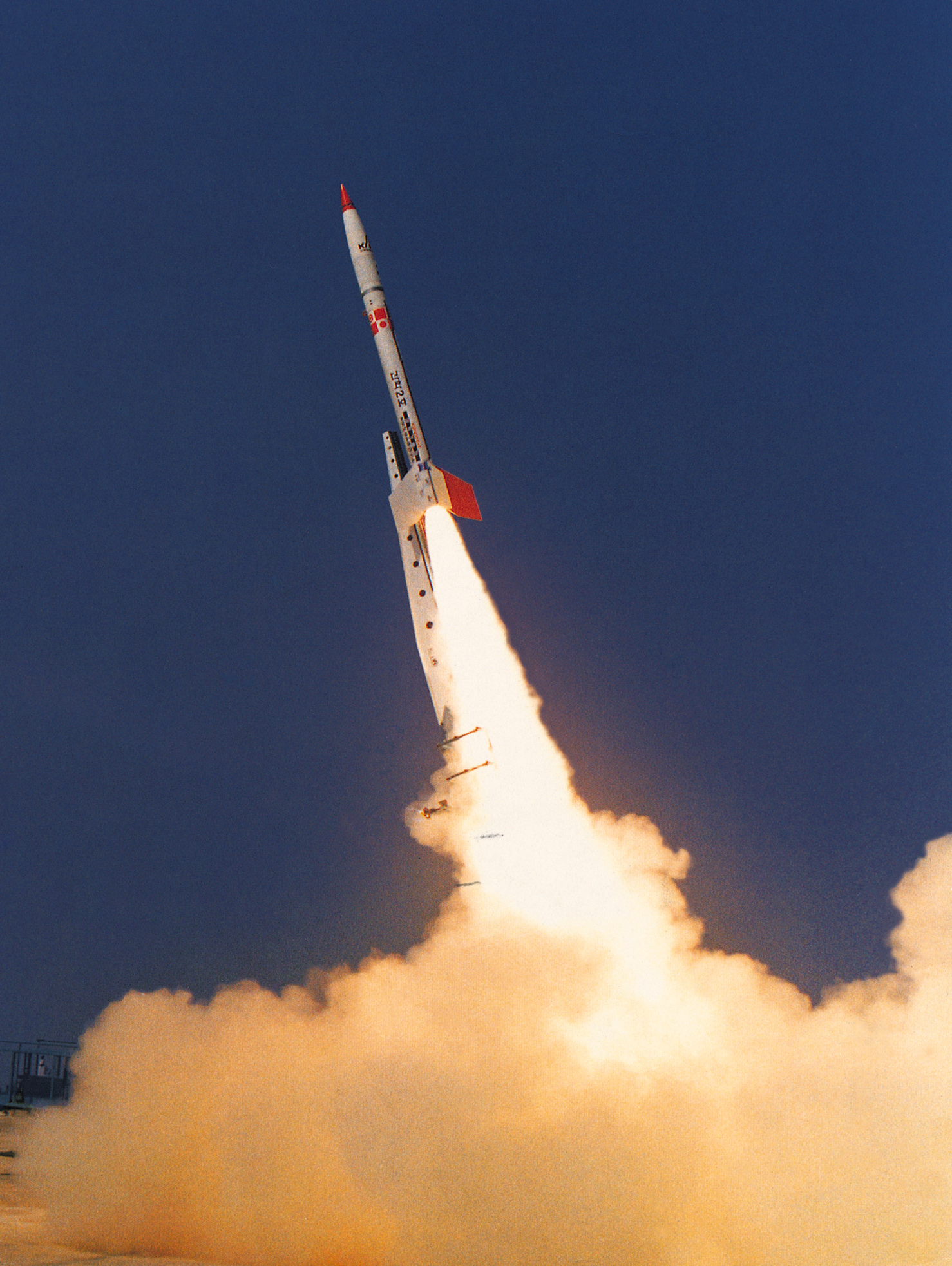
Wystrzelenie KSR-I
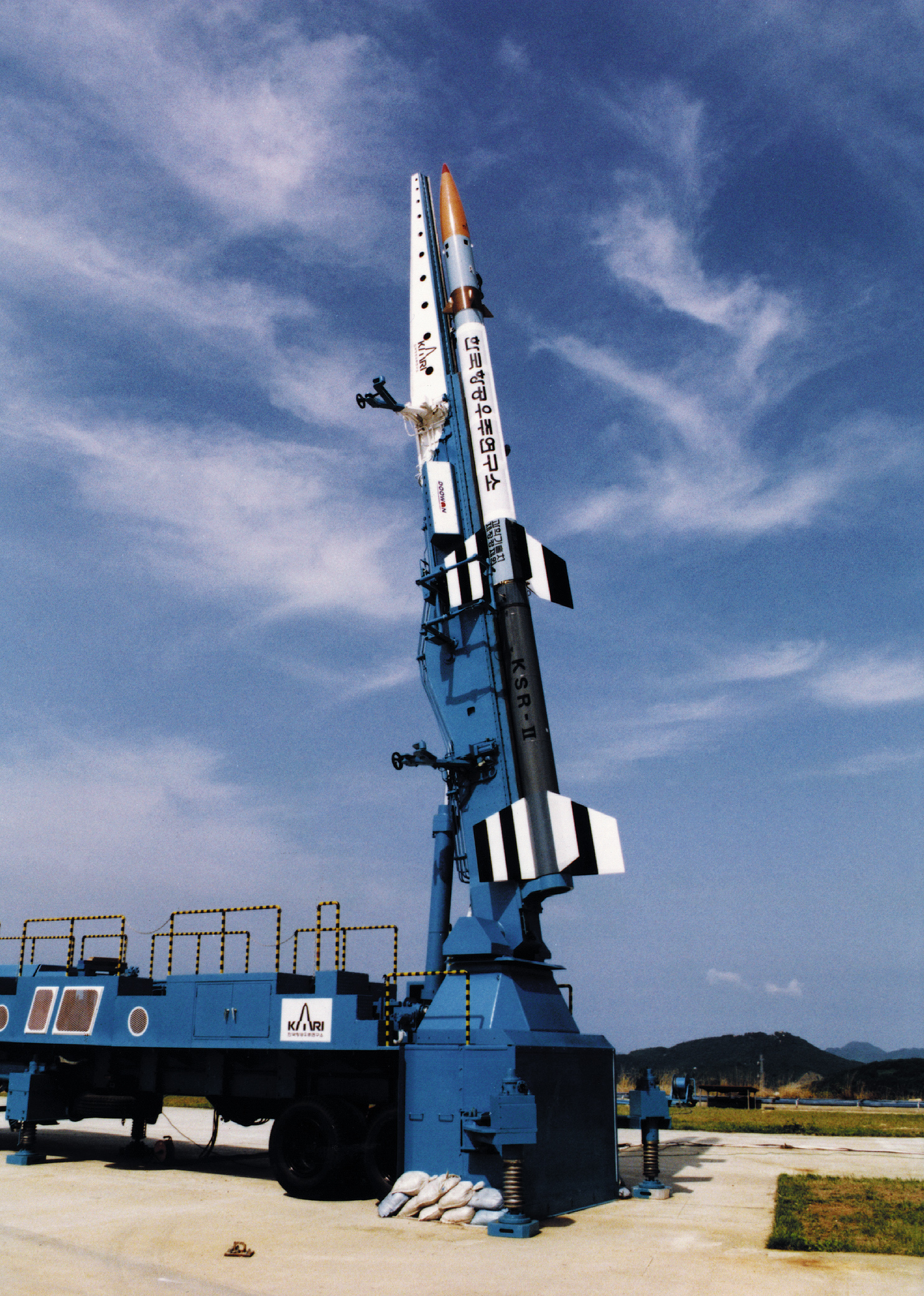
KSR-II
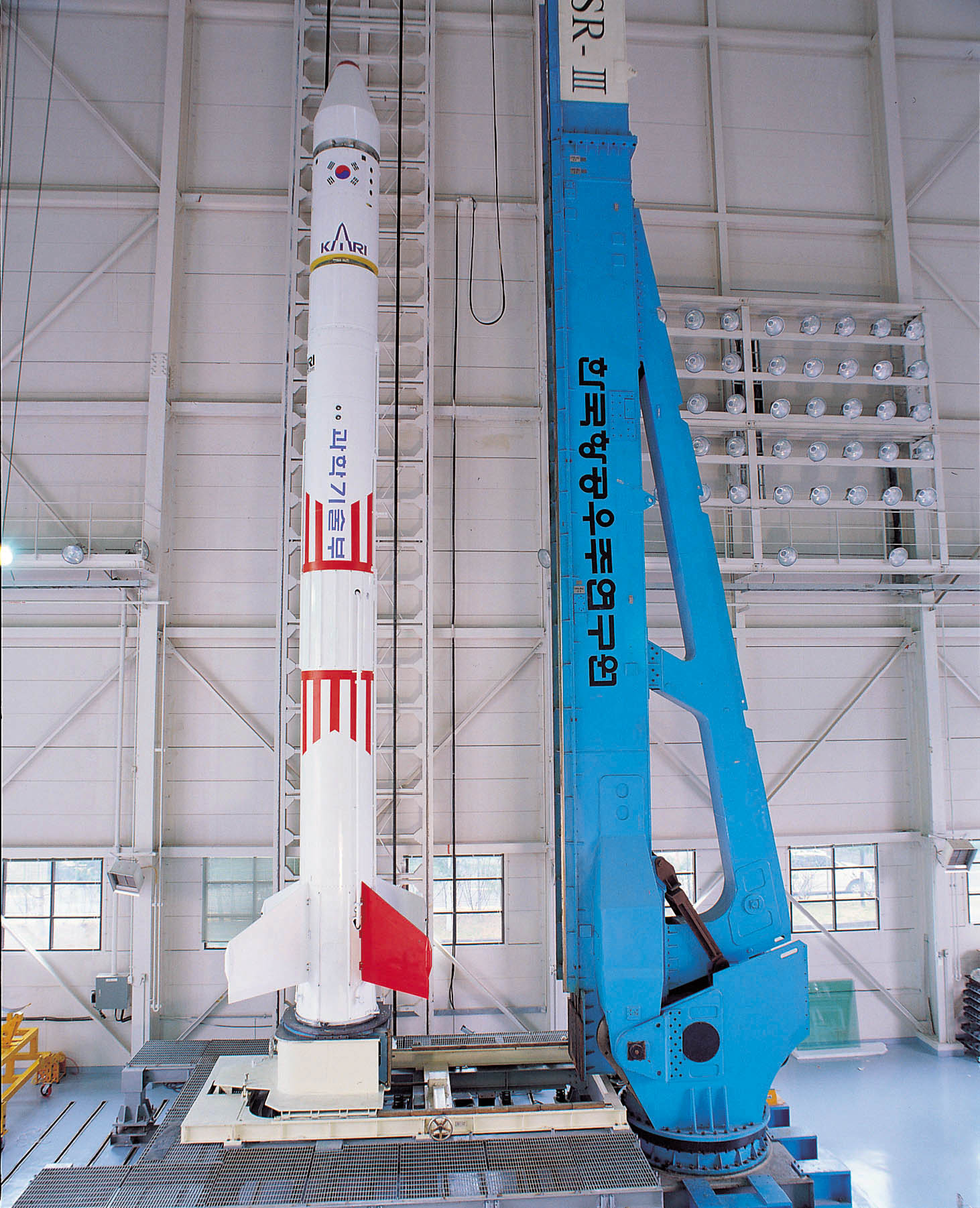
KSR III
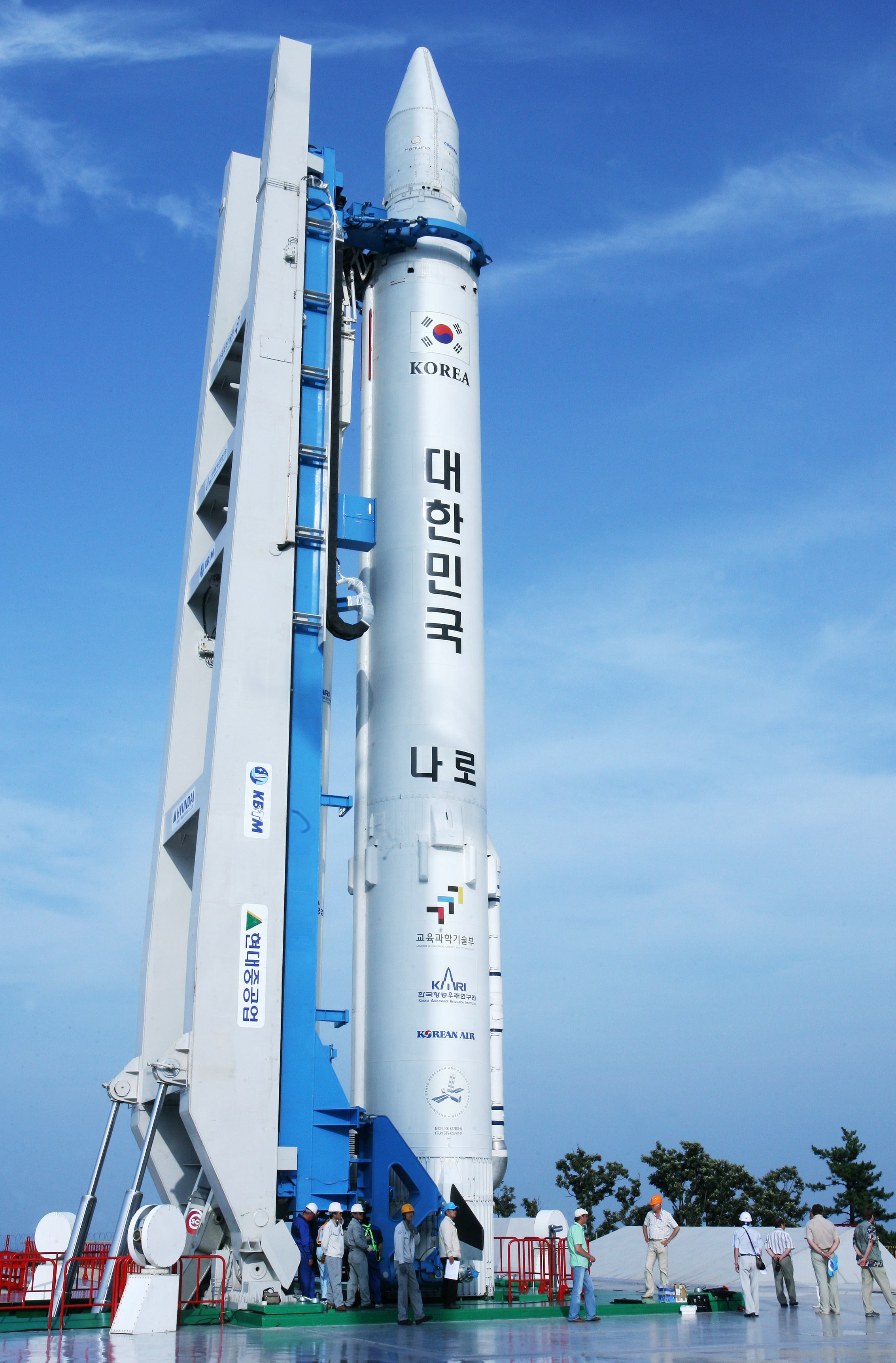
KSLV-1
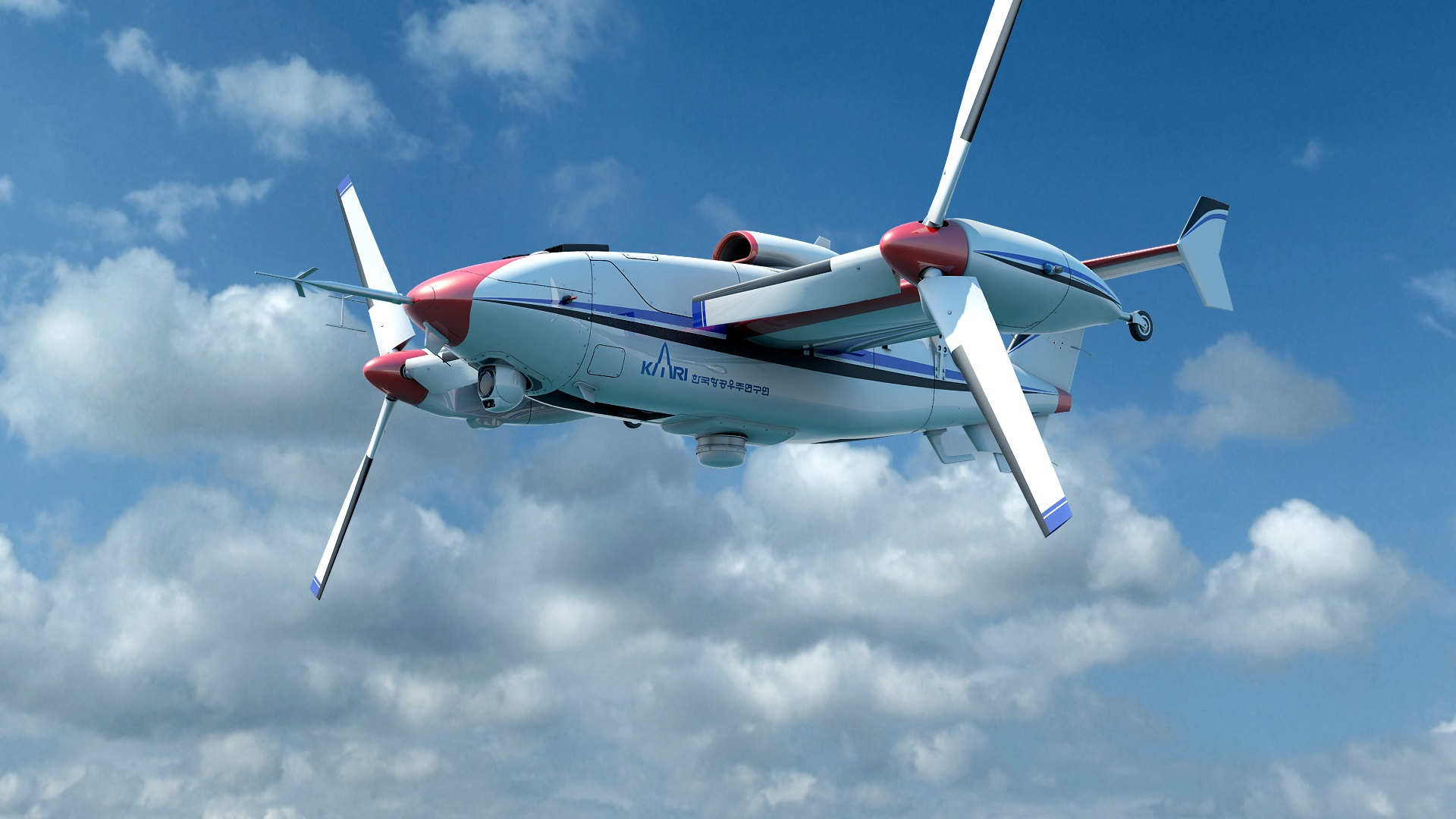
Inteligentny UAV z pochylanym wirnikiem